# Білаш Олександр Сергійович
Олекса́ндр Сергі́йович Білаш — старший лейтенант Збройних сил України.

## З життєпису
Випускник 2001 року Академії сухопутних військ імені гетьмана Петра Сагайдачного, спеціальність «управління діями підрозділів артилерії». Командир реактивної артилерійської батареї, реактивний артилерійський дивізіон 72-ї окремої механізованої бригади.
Брав участь у бойових діях з березня 2014 року. Під керівництвом Олександра Білаша 7 вересня 2014-го після попередньої розвідки було здійснено обстріл позицій терористів з реактивної артилерійської установки БМ-21 «Град». Внаслідок цих дій було знищено 5 одиниць важкої техніки та живу силу противника біля міста Волноваха.

## Нагороди
8 вересня 2014 року — за особисту мужність і героїзм, виявлені у захисті державного суверенітету та територіальної цілісності України, вірність військовій присязі під час російсько-української війни, відзначений — нагороджений орденом Богдана Хмельницького III ступеня.
29 листопада 2018 року за хоробрість в бою нагороджений медаллю за участь в боях «Світлодарська дуга».